# Moczary (użytek ekologiczny)
„Moczary” (także „Torfowiska Gogolewo”) – użytek ekologiczny w województwie pomorskim, w powiecie słupskim, w gminie Dębnica Kaszubska, w obrębie ewidencyjnym Gogolewo, powołany Rozporządzeniem Nr 5/98 Wojewody Słupskiego z dnia 28 kwietnia 1998 r. w sprawie uznania za użytki ekologiczne. Stanowi własność Skarbu Państwa w zarządzie Lasów Państwowych. Zlokalizowany jest w granicach Nadleśnictwa Łupawa, Leśnictwa Podole Małe. Zajmuje powierzchnię 4,55 ha. Jest jednym z trzydziestu jeden użytków ekologicznych pod nadzorem Nadleśnictwa Łupawa (stan na 2016).
Przedmiotem ochrony jest śródleśne torfowisko wysokie. W drzewostanie użytku dominują brzoza brodawkowata (Betula pendula) i sosna zwyczajna (Pinus sylvestris). Stwierdzono obecność bagna zwyczajnego (Rhododendron tomentosum), rosiczki okrągłolistnej (Drosera rotundifolia), borówki bagiennej (Vaccinium uliginosum).